# Macrinus succineus
Macrinus succineus là một loài nhện trong họ Sparassidae.
Loài này thuộc chi Macrinus. Macrinus succineus được Eugène Simon miêu tả năm 1887.